# Брёхово (хутор, Москва)
Брёхово — хутор в Новомосковском административном округе Москвы  (до 1 июля 2012 года был в составе Наро-Фоминского района Московской области). Входит в состав района Внуково.
Название хутора, предположительно, произошло от некалендарного личного имени Брех.

## Население
Согласно Всероссийской переписи, в 2002 году на хуторе проживало 9 человек (6 мужчин и 3 женщины). По данным на 2005 год, на хуторе проживало 10 человек.

## Расположение
Хутор Брёхово находится примерно в 13 км к западу от центра города Московский. На востоке граничит с посёлком городского типа Кокошкино. Рядом протекает река Незнайка. В 2,5 км севернее хутора проходит Минское шоссе.